# Константино Корті
Константино Корті (італ. Constantino Corti 1824; Беллуно — 1873, Мілан) — італійський скульптор XIX століття.

## Життєпис
Навчався в Мілані в Академії мистецтв Брера.
Працював у співдружності з іншим міланським скульптором П'єтро Кальві (1833—1884), з котрим виконав декілька скульптурних творів. Брав замови на створення релігійних скульптур і монументів діячам минулого. Ним створені монументи «Святому Карло Борромео», монумент встановлений перед Бібліотекою Амброзіана, Мілан та італійському астроному «Джузепе П'яцци» (1746—1826), розташований в місті, де народився науковець.
Найбільшого розголосу отримала скульптура «Грішний янгол» або «Люцифер», створена за замовою графа д'Аквілла, брата колишнього короля Неаполя.
Скульптура «Грішний янгол» показана на Всесвітній виставці 1867 року, де отримала схвальні відгуки. Скульптура відома у декілька копіях.
Помер у Мілані.

## Вибрані твори

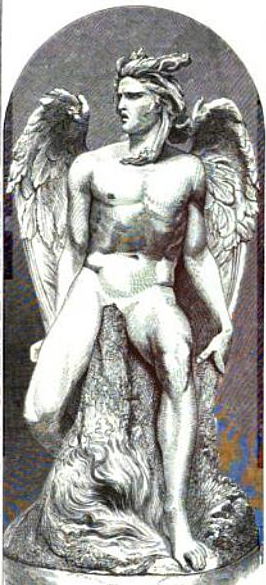
«Грішний янгол» або «Люцифер»

- «Грішний янгол» або «Люцифер», Буенос-Айрес
- "Свята Валерія "
- "Святий Сенен "
- «Святий Карло Борромео», 1864, монумент перед Бібліотекою Амброзіана, Мілан
- «Джан Галеаццо Вісконті»
- «Конрад Швабський[2]», Імператор Римської імперії Німецької Нації
- «Джузепе П'яцци», 1871, монумент італійському астроному в місті Понте ін Валтелліна[3]